# America & Canada tour special
America & Canada tour special kompilacijski je album tamburaškog sastava Berde Band, koji u vlastitom izdanju za potrebe turneje objavljuju 1998. godine.
Kompilacija sadrži 21 skladbu među kojima se nalaze svi njihovi dotadašnji hitovi. Album je objavljen za potrebe turneje koju su u organizaciji Hrvatske bratske zajednice održali u Kanadi i Sjedinjenim Državama. Kao gostujući solist s njima je tada nastupao i poznati hrvatski pjevač Stjepan Jeršek - Štef

## Popis pjesama
| Br. | Skladba                                        | Autor                                            | Trajanje |
| --- | ---------------------------------------------- | ------------------------------------------------ | -------- |
| 1.  | »Oj, hrastovi Slavonije ravne«                 | Željko Krezo/Ivan Đuričić                        | 2:31     |
| 2.  | »Ajte, lole slavonske«                         | Željko Krezo/Ivan Đuričić                        | 2:15     |
| 3.  | »Dušo moja, djevojko«                          | Željko Krezo/Ljiljana Tonkić                     | 3:45     |
| 4.  | »Bez nje ću ostariti«                          | Đorđe Novković/Zlatko Sabolek                    | 2:34     |
| 5.  | »Zadnju će nam pjesmu pjevati«                 | Đorđe Novković/Marijan Samardžić                 | 3:19     |
| 6.  | »Gazda«                                        | Željko Krezo/Zvonimir Stjepanović/Mara Tomašević | 4:05     |
| 7.  | »Tandora« (tradicionalna/instrumental)         |                                                  | 1:05     |
| 8.  | »Oj, curice, šil dil daj« (tradicionalna)      |                                                  | 2:32     |
| 9.  | »Slavonija mix« (tradicionalna)                |                                                  | 3:44     |
| 10. | »Vehni, vehni fijolica« (tradicionalna)        |                                                  | 4:05     |
| 11. | »Zagorje mix«                                  |                                                  | 4:24     |
| 12. | »Oj, more duboko«                              |                                                  | 2:29     |
| 13. | »Dalmacija mix«                                |                                                  | 4:23     |
| 14. | »Zovi, samo zovi«                              |                                                  | 3:30     |
| 15. | »Budnice mix«                                  | Ferdo Livadić/Ljudevit Gaj/Matko Brajša-Rašan    | 4:50     |
| 16. | »Treći čovjek (The Third Man)« (instrumental)  | Anton Karas                                      | 3:05     |
| 17. | »Indifference« (instrumental/francuski valcer) |                                                  | 2:03     |
| 18. | »Gorka rijeka (Un Fiume Amaro)«                | Sandro Tuminelli                                 | 3:17     |
| 19. | »Ples sabljama« (instrumental)                 | Aram Hačaturjan                                  | 2:20     |
| 20. | »Brazileirinho« (instrumental)                 | Di Waldir de Azevedo                             | 1:47     |
| 21. | »Western mix«                                  |                                                  | 3:16     |

## Izvođači
- Antun Tonkić - tamburaško čelo
- Mario Katarinčić - čelović (e-basprim)
- Mladen Jurković - bugarija (kontra)
- Mato Danković - bisernica (prim)
- Mladen Boček - drugi brač (basprim)
- Damir Butković - vokal, bas (berda)
- Željko Danković - vokal, 1.brač (basprim)

## Vanjske poveznice
- Službene stranice sastava  Arhivirana inačica izvorne stranice od 7. ožujka 2009. (Wayback Machine) - America & Canada tour special